# Солист Его Императорского Величества
Солист Его Императорского Величества — почётное звание для артистов и музыкантов оперы и балета в Российской империи. Установлено не позднее 1846 года.

## История
Звание было учреждено не позднее 1846 года — именно в этот год оно было присвоено бельгийскому скрипачу А. Вьётану, работавшему в то время в России. Звание вручалось как гражданам Российской империи, так и тем, кто не имел российского гражданства.
С конца февраля 1895 года для тех артистов, кому уже было пожаловано звание «Солист Его Императорского Величества», стал вручаться знак отличия. Он представлял собой голубую эмалевую лиру с золотым орнаментом и с золотой звездой наверху; лира заключена в лавровый венок, обвитый лентою и увенчанный Императорской короной; венок, ленты и корона — золотые. Знак имел 5 сантиметров высоты и 4 сантиметра ширины, носился на левой стороне груди. Рисунок знака был составлен художником К. К. Первухиным. Первыми награжденными знаком в 1895 году стали следующие «солисты» — И. А. Мельников, М. И. Фигнер, Н. Н. Фигнер, Л.Ауэр, А. Цабель, В.Вурм, А. Котоньи. Далее присвоение звания «Солист Его Императорского Величества» сопровождалось уже награждением и непосредственно знаком.
При этом процедура присвоения звания была довольно закрытой — «о пожаловании званием Солиста Его Величества не объявляется в „Правительственном Вестнике“, а сообщается лишь Директору Императорских Театров, который и чинит необходимые по сему предмету исполнения, как то: извещает о сем артиста, посылает ему знак и прочее».
Среди тех, кому было пожаловано звание за все время его существования, не было ни одного драматического актера или актрисы, и ни одной балерины.
В сравнении с позже учрежденным в Российской империи званием «Заслуженный артист Императорских театров» звание «Солист Его Императорского Величества» не являлось ему равнозначным и рассматривалось как звание «высшей ступени». Кроме того, звание «Солист Его Императорского Величества» не предполагало обязательности службы в Императорских театрах и не устанавливало ценз продолжительности работы в театральном искусстве.
После Февральской революции 1917 года звание «Солист Его Императорского Величества» фактически было упразднено, хотя не было отменено законодательно. Новых награждений не осуществлялось, а в отношении ранее награжденных оно более не употреблялось.